# Tamba ochra
Tamba ochra là một loài bướm đêm trong họ Noctuidae.